# Сами сред вълци
„Сами сред вълци“ е български 5-сериен телевизионен игрален филм (драма, приключенски) от 1979 година на режисьора Зако Хеския, по сценарий на Павел Вежинов. Оператор е Крум Крумов. Музиката във филма е композирана от Кирил Дончев. Художник е Анастас Янакиев.
Сериалът е посветен на разузнавателната дейност на Александър Пеев и неговите сътрудници.
Работно заглавие: „Сам сред вълци“.

## Серии
- 1. серия – 77 минути
- 2. серия – 79 минути
- 3. серия – 88 минути
- 4. серия – 82 минути
- 5. серия – 91 минути [1].

## Актьорски състав
| Изпълнител            | Роля |
| --------------------- | --- |
| Борис Луканов         | доктор Александър Пеев (Боевой), бивш царски офицер, ръководител на съветската шпионска мрежа за България (в 5 серии: I, II, III, IV, V) |
| Васил Михайлов        | генерал Никифор Никифоров (Журин), отговарящ за военните съдилища в България, главен информатор на Пеев (в 5 серии: I, II, III, IV, V)   |
| Стойно Добрев         | Емил Попов, радист на д-р Пеев (в 5 серии: I, II, III, IV, V)                                                                            |
| Георги Георгиев – Гец | Никола Гешев, началник на полицията (в 5 серии: I, II, III, IV, V)                                                                       |
| Николай Бинев         | доктор Ото Делиус (Ото Вагнер), представител на Абвера в България (в 5 серии: I, II, III, IV, V)                                         |
| Мая Зуркова           | Анелизе Кьонинг, секретарката на д-р Делиус (в 4 серии: I, II, III, IV)                                                                  |
| Венелин Пехливанов    | подполковник Костов (в 5 серии: I, II, III, IV, V)                                                                                       |
| Мария Стефанова       | Нели, съпругата на Александър Пеев (в 5 серии: I, II, III, IV, V)                                                                        |
| Белла Цонева          | Лена, съпругата на Никифор Никифоров (в 4 серии: I, II, III, V)                                                                          |
| Коста Цонев           | генерал Константин Лукаш, началник-щаб на армията (в 3 серии: I, III, V)                                                                 |
| Стефан Гецов          | генерал Теодоси Даскалов, министър на войната (в 3 серии: I, II, V)                                                                      |
| Иван Кондов           | Янко Пеев, посланик на България в Япония, братовчед на Александър Пеев (в 1 серия: I)                                                    |
| Васил Димитров        | цар Борис III/евреинът Майер (в 5 серии: I, II, III, IV, V)                                                                              |
| Хорст Шулце           | (в 1 серия: I) |
| Иван Янчев            | Георги Коев, сътрудник на Никола Гешев и РО-2 (в 3 серии: I, II, III)                                                                    |
| Богомил Симеонов      | (в 2 серии: I, V) |
| Георги Кишкилов       | Секлунов (в 5 серии: I, II, III, IV, V)                                                                                                  |
| Петър Дончев          | лейтенант Хайнц Шулце (в 3 серии: I, II, III)                                                                                            |
| Генадий Петров        | (в 2 серии: I, V) |
| Любомир Ялъмов        | (в 1 серия: I) |
| Дора Бръчкова         | (в 4 серии: I, II, III, V) |
| Вълчо Камарашев       | Букев, съсед на Александър Пеев (в 1 серия: I)                                                                                           |
| Людмила Захариева     | (в 1 серия: I) |
| Виолета Вапцарова     | (в 1 серия: I) |
| Атанас Найденов       | (в 3 серии: I, III, V) |
| Марин Янев            | полковник В. Узев (в 1 серия: I) |
| Любомир Бояджиев      | (в 1 серия: I) |
| Илия Миланов          | (в 1 серия: I) |
| Мак Владковски        | (в 1 серия: I) |
| Досьо Досев           | Любомир Лулчев, съветник на цар Борис III (в 3 серии: II, IV, V)                                                                         |
| Михаил Михайлов       | Георги Говедаров (в 2 серии: II, III), председател на Комисията по външните работи в XXIV Народно събрание                               |
| Любомир Кирилов       | (в 1 серия: II) |
| Николай Аврамов       | (в 1 серия: II) |
| Радко Дишлиев         | подофицер Тодоров (в 1 серия: II) |
| Иван Налбантов        | (в 1 серия: II) |
| Живка Пенева          | (в 1 серия: II) |
| Георги Елкинов        | (в 1 серия: II) |
| Мирослав Пашов        | (в 1 серия: II) |
| Иван Цингеров         | (в 1 серия: II) |
| Сашка Братанова       | Наталия, рускиня, танцьорка в кабаре, кръщелница на Никифоров даваща информация на Пеев (в 2 серии: III, V)                              |
| Невена Коканова       | Терезия, полякиня, любовница на Делиус, но дава информация на Пеев (в 2 серии: III, IV)                                                  |
| Хорст Дринда          | (в 2 серии: III, IV) |
| Петър Тасев           | (в 3 серии: III, IV, V) |
| Юрий Саранцев         | майор Среда, помощник военен аташе (в 1 серия: III)                                                                                      |
| Богдан Глишев         | лейтенант Клаус Клайхампел (в 2 серии: III, IV)                                                                                          |
| Любомир Бъчваров      | скулптор (в 2 серии: III, IV) |
| Кольо Минчев          | (в 2 серии: III, IV) |
| Александър Далов      | (в 1 серия: III) |
| Кирил Върбанов        | (в 1 серия: III) |
| Петър Слабаков        | Емил Марков, член на ЦК на БРП (в 2 серии: IV, V)                                                                                        |
| Мария Статулова       | (в 2 серии: IV, V) |
| Петър Райжеков        | (в 2 серии: IV, V) |
| Елена Кънева          | (в 2 серии: IV, V) |
| Евстати Стратев       | външен министър на България (в 1 серия: IV)                                                                                              |
| Анани Явашев          | архитект Йордан Севов (в 1 серия: IV) |
| Стефан Димитров       | (в 1 серия: IV) |
| Живко Гарванов        | Адолф Бекерле, посланикът на Германия (в 1 серия: IV)                                                                                    |
| Аврам Стоянов         | (в 1 серия: IV) |
| Александър Благоев    | (в 1 серия: IV) |
| Павел Поппандов       | Иван Владков, втори радист на Пеев (в 1 серия: V)                                                                                        |
| Георги Новаков        | капитан от разстрела (в 1 серия: V) |
| Марио Маринов         | (в 1 серия: V) |
| Борислав Иванов       | (в 1 серия: V) |
| Илия Секулов          | (в 1 серия: V) |
| Радка Маламова        | руска военна, която приема съобщенията на Пар в СССР (в 1 серия: V)                                                                      |
| Петър Ганев           | (не е посочен в надписите на филма) |
| Наталия Трисветова    | (не е посочена в надписите на филма) |